# Ángel Castresana
Ángel Castresana Del Val (* 29. Februar 1972 in Medina de Pomar) ist ein ehemaliger spanischer Radrennfahrer.
Ángel Castresana begann seine Karriere 1998 bei dem baskischen Radsport-Team Euskaltel-Euskadi. 2001 entschied er eine Etappe bei der Baskenland-Rundfahrt für sich. Danach wechselte er zu der spanischen Mannschaft O.N.C.E.-Eroski, wo er zwei Jahre lang fuhr. Ab 2004 startete Castresana für das belgische Professional Continental Team MrBookmaker.com (ab 2006 Unibet.com). 2005 wurde er Vierter beim Polynormande. 2007 fand Castresana kein Team und musste deshalb den Leistungsradsport aufgeben. 

## Erfolge
2001
- eine Etappe Baskenland-Rundfahrt

## Teams
- 1998–2001 Euskaltel-Euskadi
- 2002–2003 O.N.C.E.-Eroski
- 2004 MrBookmaker.com-Palmans
- 2005 MrBookmaker.com-SportsTech
- 2006 Unibet.com